# Dorge Kouemaha
Dorge Rostand Kouemaha, est un footballeur international camerounais, né le 28 juin 1983 à Loum au Cameroun. Il évolue actuellement au Royal Sprimont Comblain Sport comme attaquant.

## Carrière
Après avoir principalement pratiqué le Volley-ball et le Handball pendant sa jeunesse, Kouemaha s'inscrit pour la première fois dans un club de football à 18 ans. Son père, Ngaloi Boniface, était lui aussi footballeur professionnel. Dorge commence sa carrière en division 2 camerounaise, il joue alors au poste de libero ou d'arrière droit. Après l'exclusion de l'attaquant de l'équipe, il est positionné en attaque et marque directement deux buts. Il ne quittera plus jamais ce poste. Après un an en division 2, il passe en division 1 au Victoria United avec lequel il devient meilleur buteur. Après deux ans de football professionnel, il quitte le Cameroun pour la Grèce. Au Aris Thessaloniki, Kouemaha joue peu et n'est pas payé. Il décide donc après trois mois de retourner au Cameroun pour entretenir sa condition. Il tente ensuite sa chance en Hongrie au FC Tatabánya puis à Debrecen. En 2008, il part en division 2 allemande, au MSV Duisbourg. Il inscrit 14 buts lors de sa première saison et il signe la saison suivante en Belgique, au FC Bruges. Après être prêté durant la saison 2011-2012 à Kaiserslautern, il est de nouveau prêté la saison suivante à l'Eintracht Francfort.

## Statistiques
| Saison    | Club              | Pays      | Championnat | Match | Buts |
| --------- | ----------------- | --------- | ----------- | ----- | ---- |
| 2008/2009 | MSV Duisbourg     | Allemagne | Division 2  | 31    | 14   |
| 2009/2010 | MSV Duisbourg     | Allemagne | Division 2  | 3     | 1    |
| 2009/2010 | FC Bruges         | Belgique  | Division 1  | 33    | 16   |
| 2010/2011 | FC Bruges         | Belgique  | Division 1  | 34    | 3    |
| 2011/2012 | FC Kaiserslautern | Allemagne | Division 1  | 17    | 2    |

## Palmarès
- Vainqueur de la Coupe de Hongrie de football en 2008 (Debrecen VSC)
- meilleur  buteur  du championnat  camerounais  en 2004 (25 buts).